# Monumento al soldado (Pontevedra)
El monumento al soldado es un monumento conmemorativo y obra escultórica creada por el artista español Alfonso Vilar Lamelas, situada en la ciudad española de Pontevedra. Se encuentra al final de la Gran Vía de Montero Ríos, en el ensanche burgués decimonónico.
El monumento al soldado es un reflejo de la estrecha relación entre la ciudad de Pontevedra y el ámbito militar, personificado principalmente en la ubicación en el área metropolitana de Pontevedra de la Brigada «Galicia» VII y de la Escuela Naval Militar.

## Historia

### Antecedentes
En agosto de 1941, el Ayuntamiento de Pontevedra había cedido al gobierno franquista un solar al final de la Gran Vía para la construcción de un monumento a la memoria de los soldados muertos por la patria. Se construyó en aquel entonces una gran cruz a los caídos, al estilo de las erigidas en la misma época en toda España.

### El monumento conmemorativo actual
El Ayuntamiento de Pontevedra decidió en 1985 por iniciativa del alcalde José Rivas Fontán la creación de un monumento al soldado en el mismo solar que la anterior cruz por la estrecha relación de la ciudad con las fuerzas armadas, presentes en distintas unidades en Pontevedra desde siglos atrás. 
Con motivo de la obra de construcción del primer aparcamiento subterráneo de la ciudad bajo la Gran Vía de Montero Ríos, el  23 de marzo de 1985 se levantó y retiró la antigua cruz de los soldados caídos por la patria, que se demolió para levantar otra integrada en el nuevo monumento conmemorativo, encargado al escultor Alfonso Vilar Lamelas.
El pleno de la corporación municipal aprobó el 5 de abril de 1986 otorgar la medalla de oro de la ciudad a las Fuerzas Armadas como muestra de aprecio hacia ellas, destacando especialmente a los miembros del Regimiento de Artillería de Campaña número 28.
La concesión de esa medalla se materializó el 12 de agosto de 1986 con un homenaje y un desfile militar en la Gran Vía de Montero Ríos, tras el cual fue inaugurado el Monumento al Soldado.

## Descripción
El Monumento al soldado es una obra del escultor Alfonso Vilar Lamelas y está ubicada al final de la Gran Vía de Montero Ríos, en su extremo oeste, en un punto con vistas a la ría de Pontevedra. El monumento está precedido por una escalinata y rodeado por una balaustrada. La base del conjunto consta de tres grupos escultóricos que simbolizan a los soldados de los ejércitos de tierra, mar y aire. La cruz es al mismo tiempo un ejemplo de la arquitectura popular gallega.
Se trata de un conjunto monumental de 60 toneladas de peso, formado por una cruz y un grupo escultórico cuyas dimensiones totales son 16 metros de altura, 8,20 metros de anchura y 3,40 metros de profundidad. Las dimensiones de los grupos escultóricos son 3,45 m de altura, 2,10 m de anchura y 1,05 m de profundidad. La cruz está revestida de piedra y tiene una estructura de metal y hormigón.
Adosado a la parte inferior de la cruz hay un grupo escultórico de granito que representa a un soldado herido, asistido por dos compañeros de pie, todos ellos vestidos con el uniforme militar. A ambos lados de la cruz hay otros dos grupos esculpidos reflejando el mismo tema, pero con soldados moribundos, en uno de los casos un paracaidista y en el otro un soldado de infantería, ayudados por otros soldados que se inclinan para cogerlos en brazos. El valor estimado de la obra asciende a 50 000 euros.
En su parte frontal el conjunto escultórico presenta yuxtapuesta una losa rectangular de granito con la siguiente inscripción:
| MONUMENTO AL SOLDADO INAUGURADO EL 12-8-1986 |

## Galería de imágenes

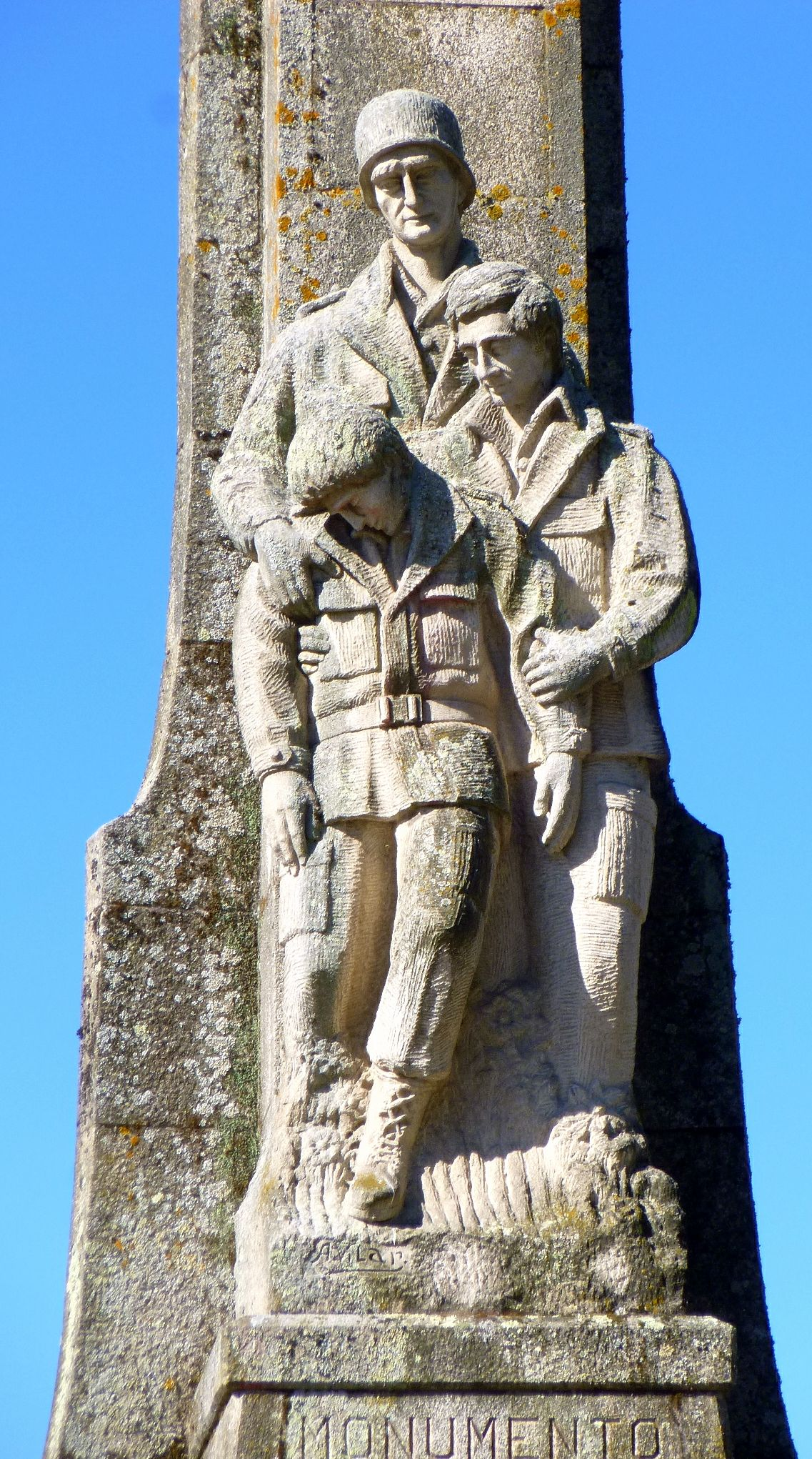
Soldados sujetando a un compañero herido en el centro del monumento
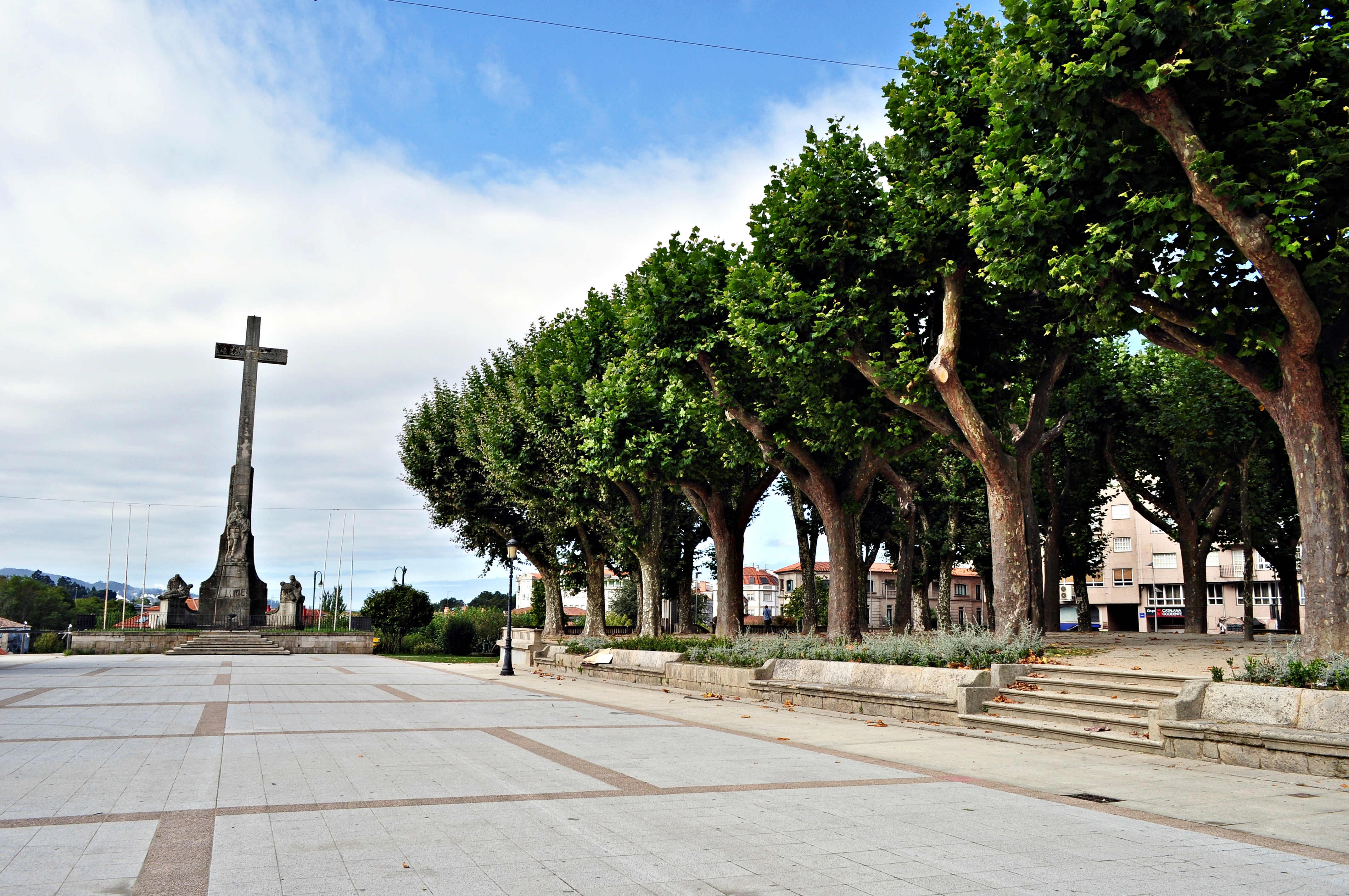
El monumento al final de la Gran Vía de Montero Ríos
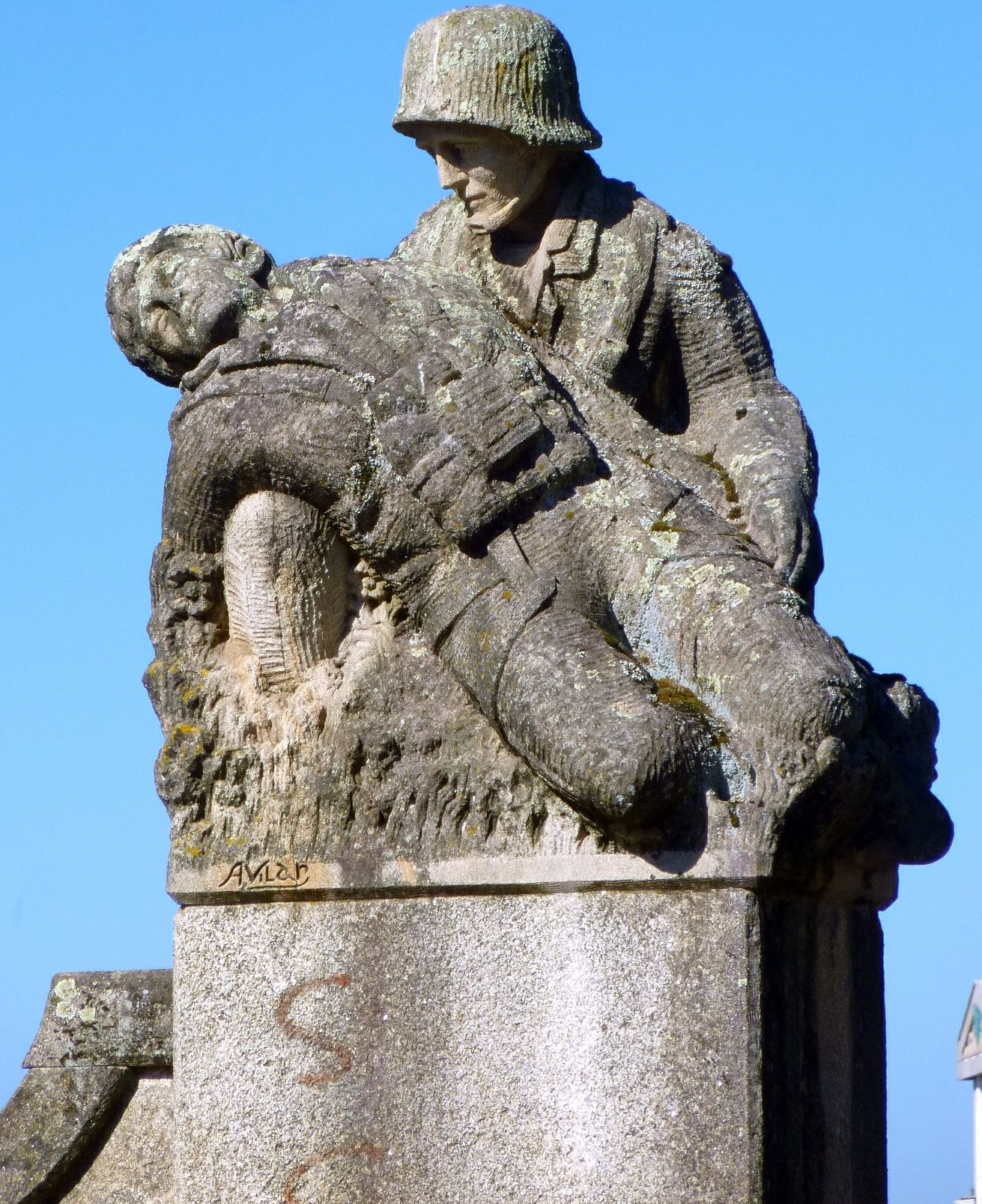
Soldado sujetando a un compañero caído, a la derecha del monumento
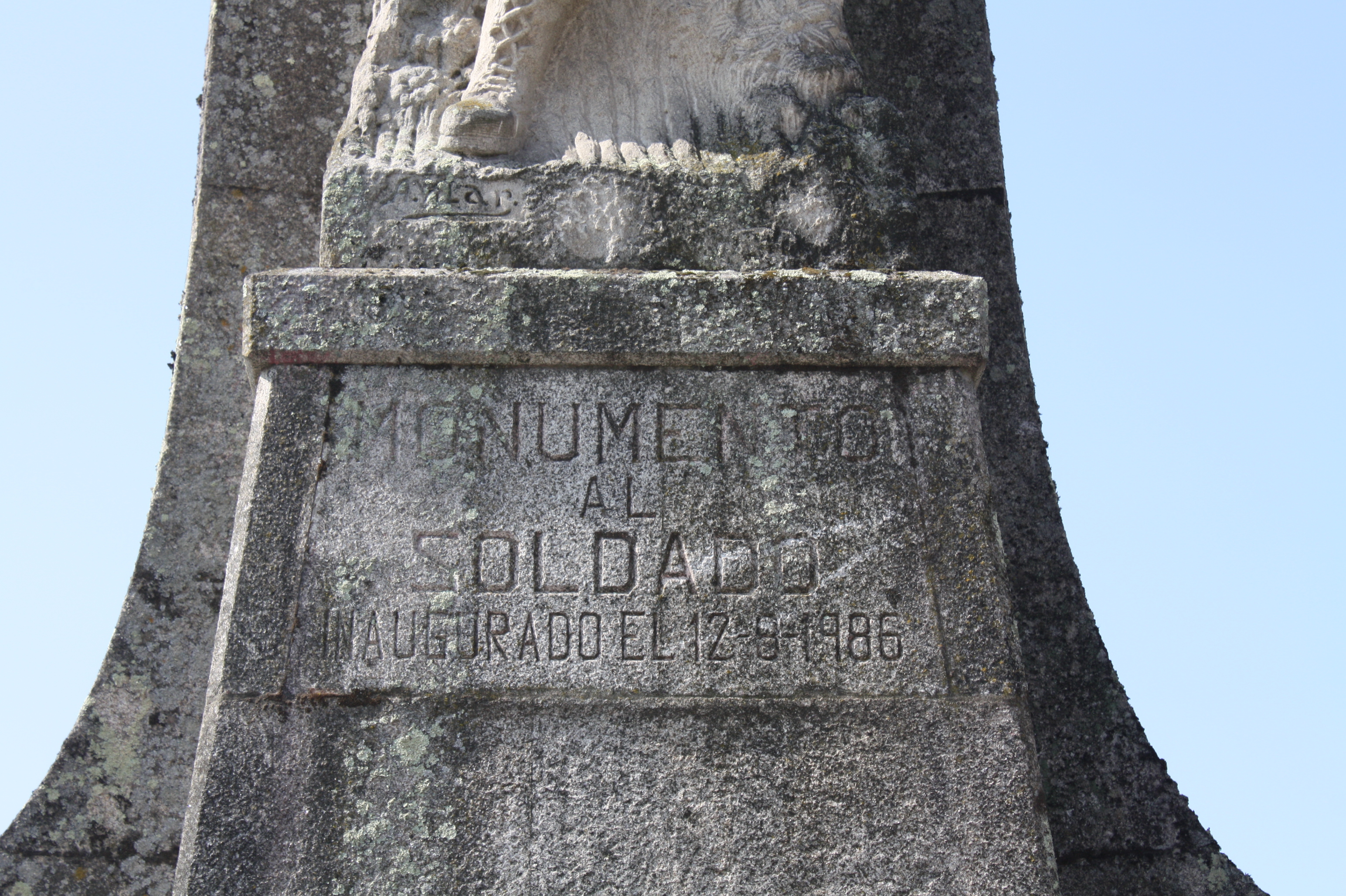
Placa del Monumento al soldado con su fecha de inauguración
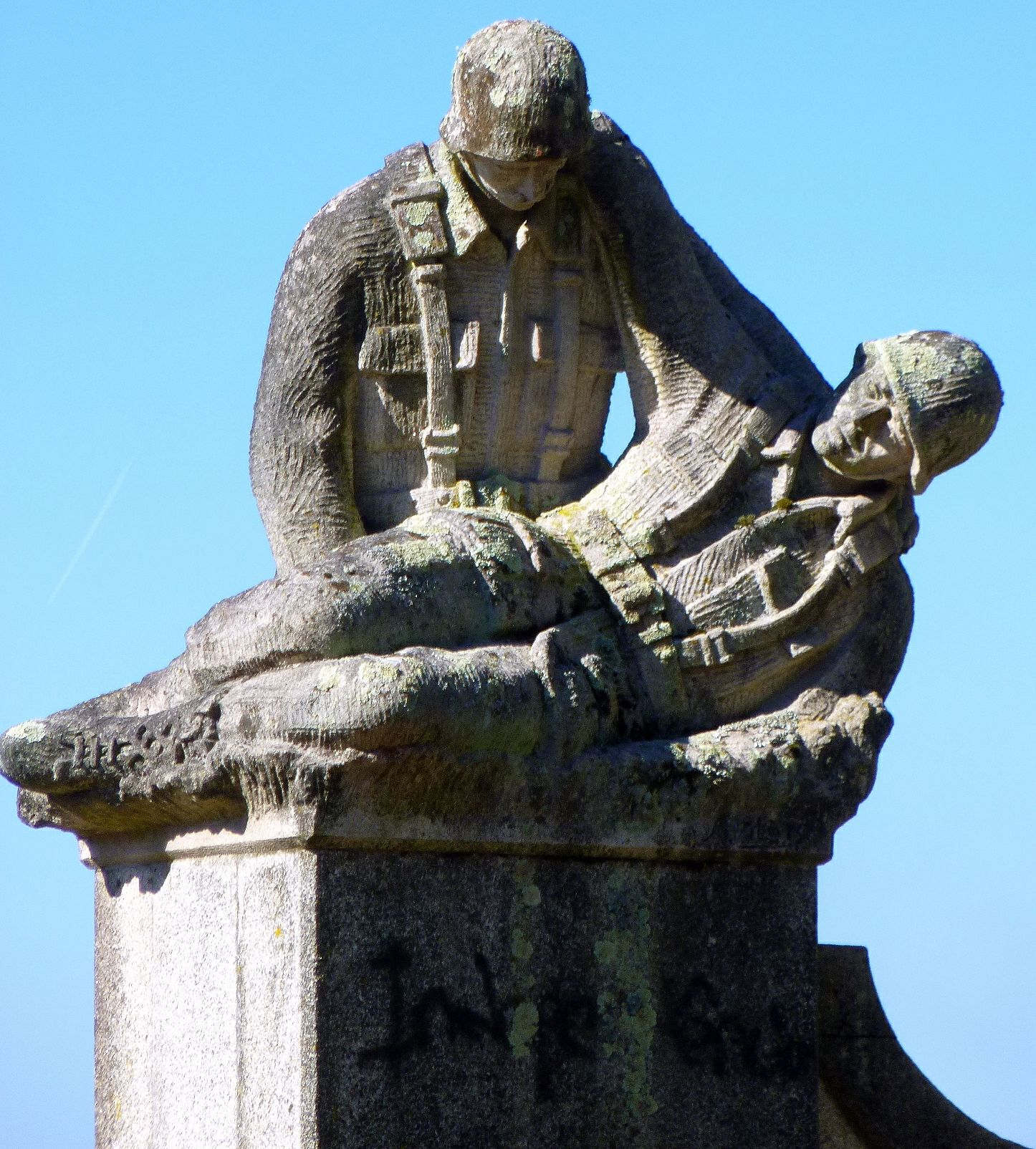
Soldado sujetando a un compañero caído, a la izquierda del monumento
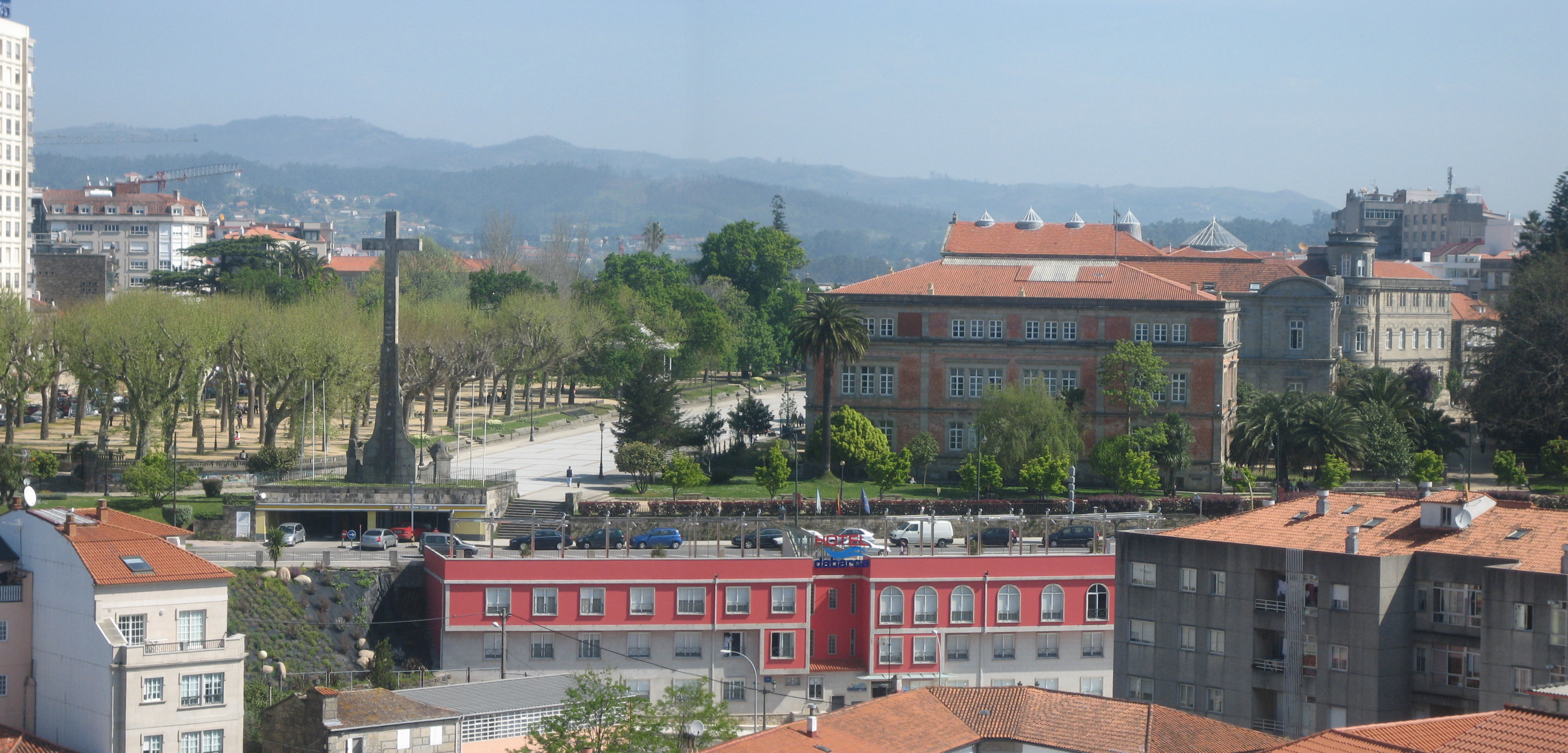
El monumento con la entrada al aparcamiento subterráneo debajo